# Forcipomyia macrothrix
Forcipomyia macrothrix är en tvåvingeart som beskrevs av Jean-Jacques Kieffer 1911. Forcipomyia macrothrix ingår i släktet Forcipomyia och familjen svidknott. Inga underarter finns listade i Catalogue of Life.